# Фиктосексуальность
Фиктосексуальность - это обобщающий термин для любого, кто испытывает сексуальное влечение только к вымышленным персонажам.
Фиктосексуалы отличаются тем, что у них нет интереса к романтическим отношениям с реальным человеком. Вместо этого их привлекают исключительно воображаемые творения.
Термин используется как обозначение сексуальной идентичности с 2010-х годов. В настоящее время существуют онлайн-сообщества и активистские организации.
Фиксексуал, испытывающий влечение исключительно к одному вымышленному персонажу или состоящий с ним в серьёзных отношениях, может дополнительно идентифицировать себя как сертиссексуала.

## Фикто-зонтик
Распространенными терминами, подпадающими под Фикто-зонтик, являются:
- Семификтосексуальность — влечение к вымышленным персонажам и реальным людям. Хотя фиктосексуальность не исключает влечения к реальным людям, некоторые люди могут предпочитать этот термин.
- Кайтасексуальность — влечение к вымышленным персонажам и/или реальным людям.
- Анимесексуал - влечение к персонажам аниме.
- Картосексуал - влечение к персонажам мультфильмов / комиксов.
- Книгосексуальность — влечение к персонажам романов/визуальных новелл.
- Визуальная новеллистика - влечение к персонажам визуальных новелл.
- Гамосексуал – влечение к персонажам видеоигр.
- Имажисексуальность — влечение к вымышленным персонажам, которых нельзя увидеть (персонажам книг, подкастов и т. д.)
- Инреаксексуальность — влечение к персонажам телешоу/фильмов.
- Оксексуальность - влечение к своим оригинальным персонажам.
- Алиусосексуал - влечение к оригинальным персонажам других людей.
- Тератосексуальность – влечение к персонажам, связанным с монстрами.
- Тобусексуал - влечение к персонажам, связанным с вампирами.
- Спектросексуал – влечение к персонажам, связанным с призраками.
- Некосексуал – влечение к персонажам, связанным с неко.
- Ануафсексуальность — влечение к другим антропоморфным и гибридным персонажам.
- Мультификтино — сочетание исключительной вымышленной привлекательности. Пример: влечение исключительно к персонажам аниме и мультфильмов.
- Алисексуальность — влечение к вымышленным персонажам. Притяжение к вымышленным персонажам из их источника.
- Геросексуальность - влечение к персонажам-супергероям.
- Вилласексуал - влечение к персонажам-злодеям.
- Нейтрюмсексуальность — влечение как к супергероям, так и к злодеям.